# جوليا باسكال
جوليا باسكال (بالإنجليزية: Julia Pascal)‏ هي كاتِبة وكاتبة مسرحية ومخرجة بريطانية، ولدت في 1949.